# Едісон Джеймс
Едісон Ченфіл Джеймс (нар. 18 жовтня 1943) — домінікський політик, прем'єр-міністр країни з червня 1995 до початку лютого 2000 року.